# 魯道夫·古茲曼·韋爾塔

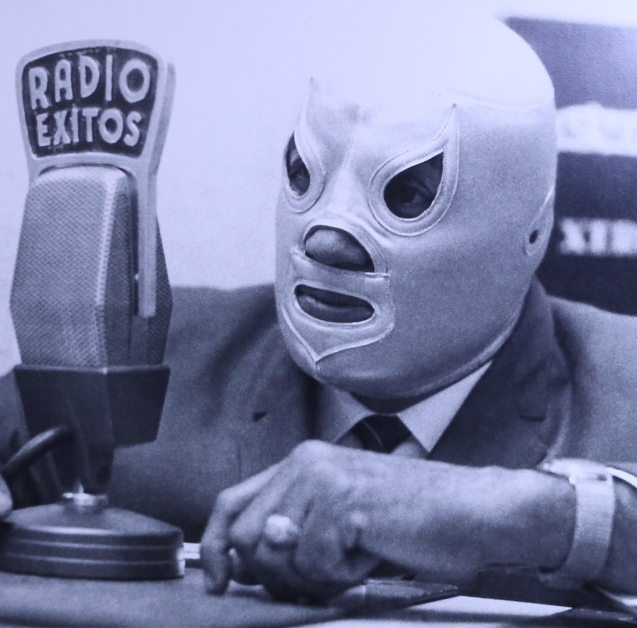
魯道夫·古茲曼·韋爾塔

魯道夫·古茲曼·韋爾塔 (Rodolfo Guzmán Huerta，1917年9月23日 - 1984年2月5日)是一名墨西哥蒙面墨西哥摔角手、演员。  1958年至1982年间，他至少演了53部电影。 他去世後戴着银色面具下葬。 